# 네트 2.0
《네트 2.0》(영어: The Net 2.0)은 미국에서 제작된 찰스 윙클러 감독의 2006년 스릴러 영화이다. 니키 딜로치 등이 출연하였고, 롭 카원 등이 제작에 참여하였다. 찰스 윙클러의 아버지인 어윈 윙클러가 연출한 1995년 영화 《네트》의 속편이다. 미국에서는 2006년 2월 7일 바로 DVD로 출시되었다.

## 출연진
- 니키 딜로치
- 키건 코너 트레이시
- 닐 홉킨스
- 데메트 아크바
- 셰브넴 된메즈
- 귀벤 크라츠
- 할리트 에르겐츠

## 기타 제작진
- 배역: 하리카 우이구르